# Raphael Soriano

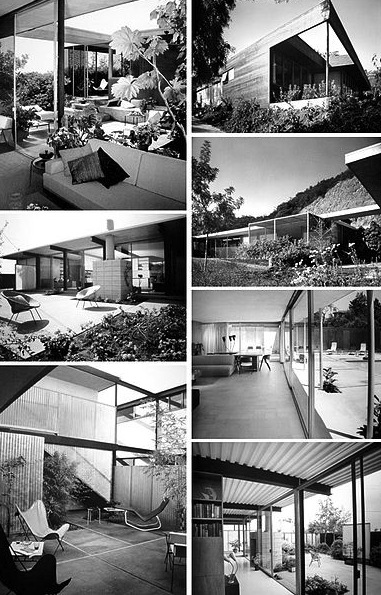

Raphael S. Soriano, FAIA, (1 de agosto de 1904 21 de julio de 1988) fue un arquitecto y educador, que ayudó a definir un período de la arquitectura del siglo XX, que pasó a ser conocido como el periodo Moderno de mediados de siglo. Ha sido pionero en el uso de estructuras modulares prefabricadas de acero y aluminio residenciales y comerciales.

## Biografía
Nacido en Rodas en una familia judía sefardí, Soriano asistió a la Universidad de San Juan-Bautista allí antes de emigrar a los Estados Unidos en 1924. Después de instalarse con sus familiares en Los Ángeles, se matriculó en la Universidad del Sur de California en la Escuela de Arquitectura, en el año 1929 y se graduó en 1934. En 1930, se convirtió en ciudadano americano y, al año siguiente, obtuvo una pasantía en prácticas en el despacho de Richard Neutra, trabajando junto a sus compañeros pasantes Gregory Ain y Harwell Hamilton Harris. A continuación hizo una breve pasantía con Rudolph Schindler en 1934, pero Soriano volvió rápidamente a su posición en la oficina de Neutra.
Con los Estados Unidos en los últimos coletazos de la Gran Depresión, Soriano logró encontrar trabajo después de la graduación en el Condado de Los Ángeles en varios proyectos WPA, tales como el famoso "Steel Lobster", y en una oficina de arquitectura local. En 1936, había completado su primera comisión, la Casa Lipetz, que apareció en el año 1937 en la Exposición Internacional de Arquitectura de París y lo llevó a lo más alto de su profesión.
Como la construcción residencial y comercial en los Estados Unidos se estancó al participar el país en la II Guerra Mundial, Soriano tomó la docencia en la USC y comenzó a contribuir con propuestas para la posguerra en los diseños de las viviendas para diversos concursos y publicaciones. Su prototipo "Plywood House" recibió en 1943 el tercer premio en la Postwar Living Competition, patrocinada por la revista Arts & Architecture. Una vez que la guerra terminó, Soriano no tuvo problemas para obtener comisiones, ahora cosechando premios por sus proyectos construidos, tales como el de la Casa Katz, en Studio City, que recibió en 1949 el premio del Instituto Americano de Arquitectos (AIA) del Sur de California en el Capítulo Tres de los Premios. Al año siguiente, el arquitecto ha completado una casa para un amigo, el reconocido fotógrafo de arquitectura Julius Shulman, uno de las pocas casas de Soriano que siguen en pie. En 1964 construyó la Casa Grossman que sigue siendo ocupada por sus propietarios originales.
Invitado por John Entenza de Arts & Architecture para participar en el programa Case Study Houses, Soriano termina su proyecto en 1950. Pionero en el uso del acero en la construcción residencial, el diseño marca un punto de inflexión para el programa, que más tarde culminó en las obras de Pierre Koenig, Case Study Houses Nº 21 y Nº 22. 
Sus Apartamentos Colby de 1951 — distintos no solo por su diseño moderno, sino también por su amplio uso del acero — recibieron el Premio Nacional del Instituto Americano de Arquitectos por el Diseño, el Premio del VII Congreso Internacional Panamericano, y el Gran Premio de Honor de la AIA del Sur de California, en el Capítulo Uno.
En 1953, Soriano se mudó de Los Ángeles a Tiburón, en el Condado de Marin, en el norte de la bahía de San Francisco, donde vivía con su esposa Elizabeth Stephens (Betty) y sus dos hijas, Margarita y Lucille Coberly. En el año 1955, Soriano había diseñado la primera producción masiva de acero para la casa, que el desarrollador Joseph Eichler construía en Palo Alto. Su trabajo con Eichler recibió dos premios de la AIA del Norte de California.
Soriano fue nombrado miembro del Instituto Americano de Arquitectos (FAIA) en 1961. En 1965 lanzó Soria Structures, Inc. para el diseño y construcción de casas prefabricadas, que se comercializaban como "Hogares Todo-Aluminio". Sus últimos diseños fueron las once Casas de Aluminio en la isla de Maui, Hawái, construidas en 1965.
Desde 1970 hasta su muerte, en 1988, Soriano se centró en viajar por el mundo como profesor de arquitectura, escritor e investigador. Fue reconocido por la AIA con un Premio Distinguido por sus Logros y por la USC con un Premio de Alumno Distinguido, ambos en 1986. Poco antes de su muerte impartió Sesiones Especiales como Instructor en el Colegio de Diseño Ambiental en Cal Poly Pomona.

## Obras
De los 50 edificios que Soriano construyó, sólo 12 se mantienen en pie; los otros han sucumbido a los incendios, terremotos, o la demolición. Entre los sobrevivientes, alguno soportó indiferente reformas y adiciones. Aquellos que todavía siguen intactos y sin ser molestados están ahora protegidos por los códigos de preservación municipales. Una colección de sus proyectos reside en la facultad de Diseño Ambiental de la California State Polytechnic University, en Pomona (llamada Poly Pomona).

## Lipetz House

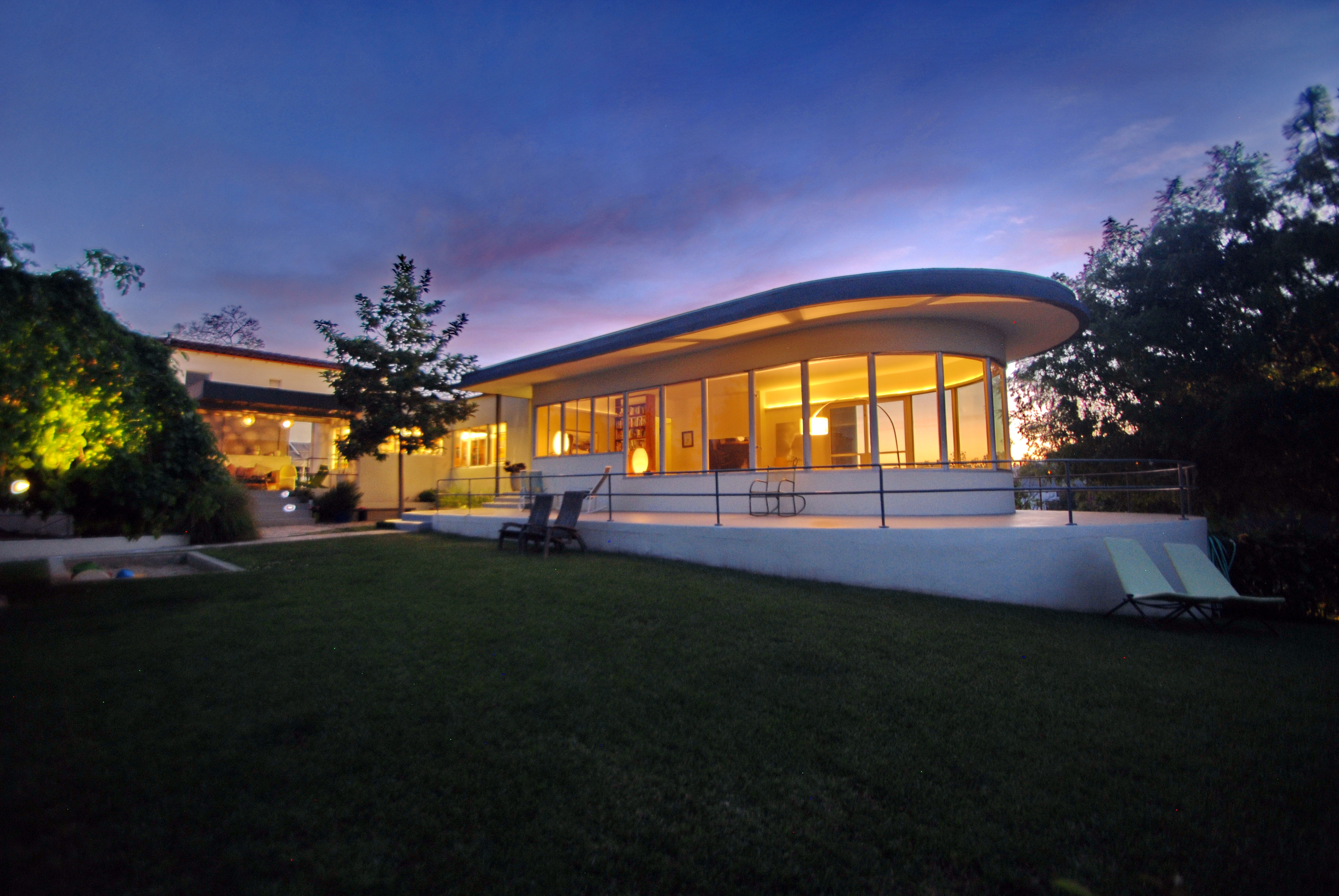
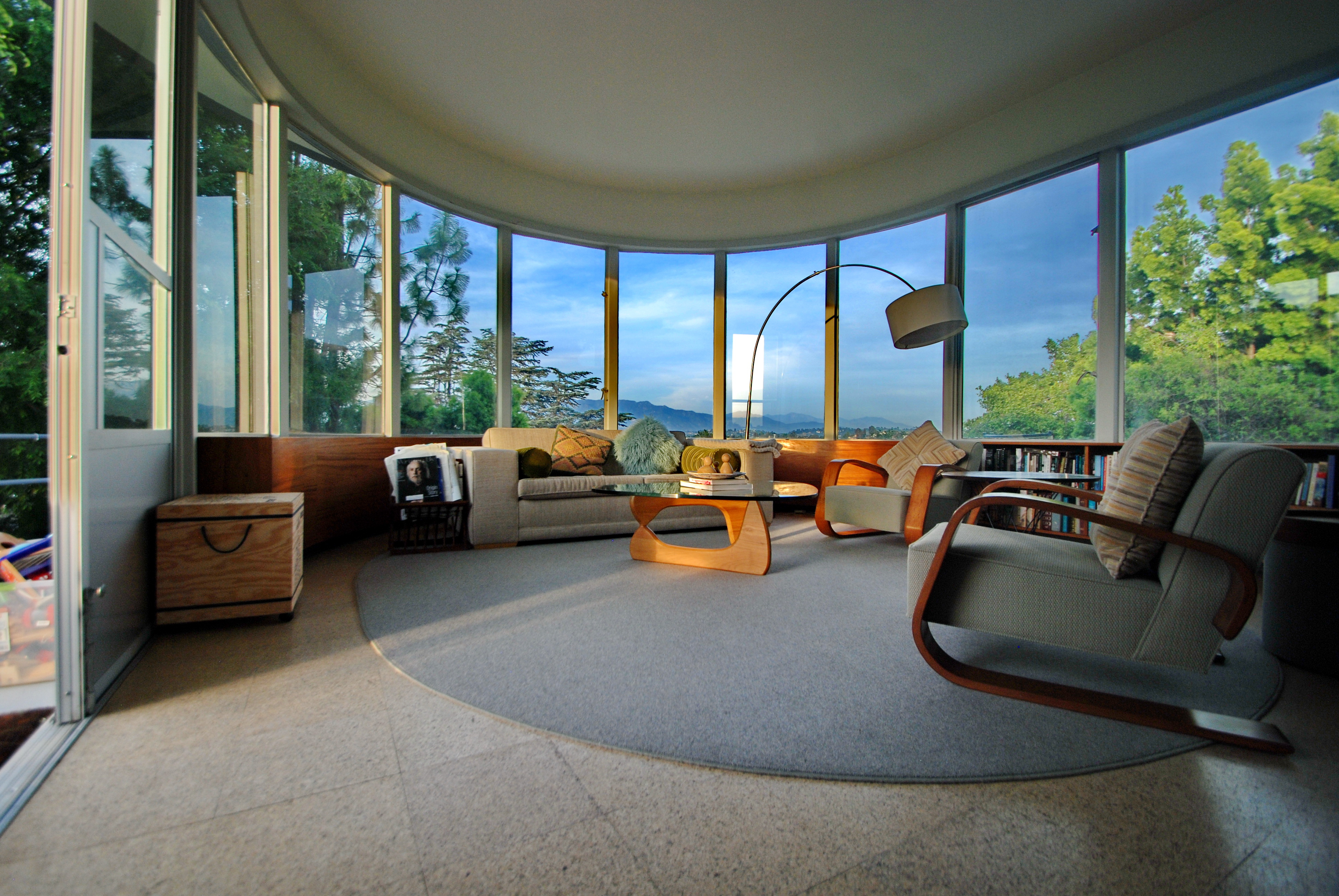
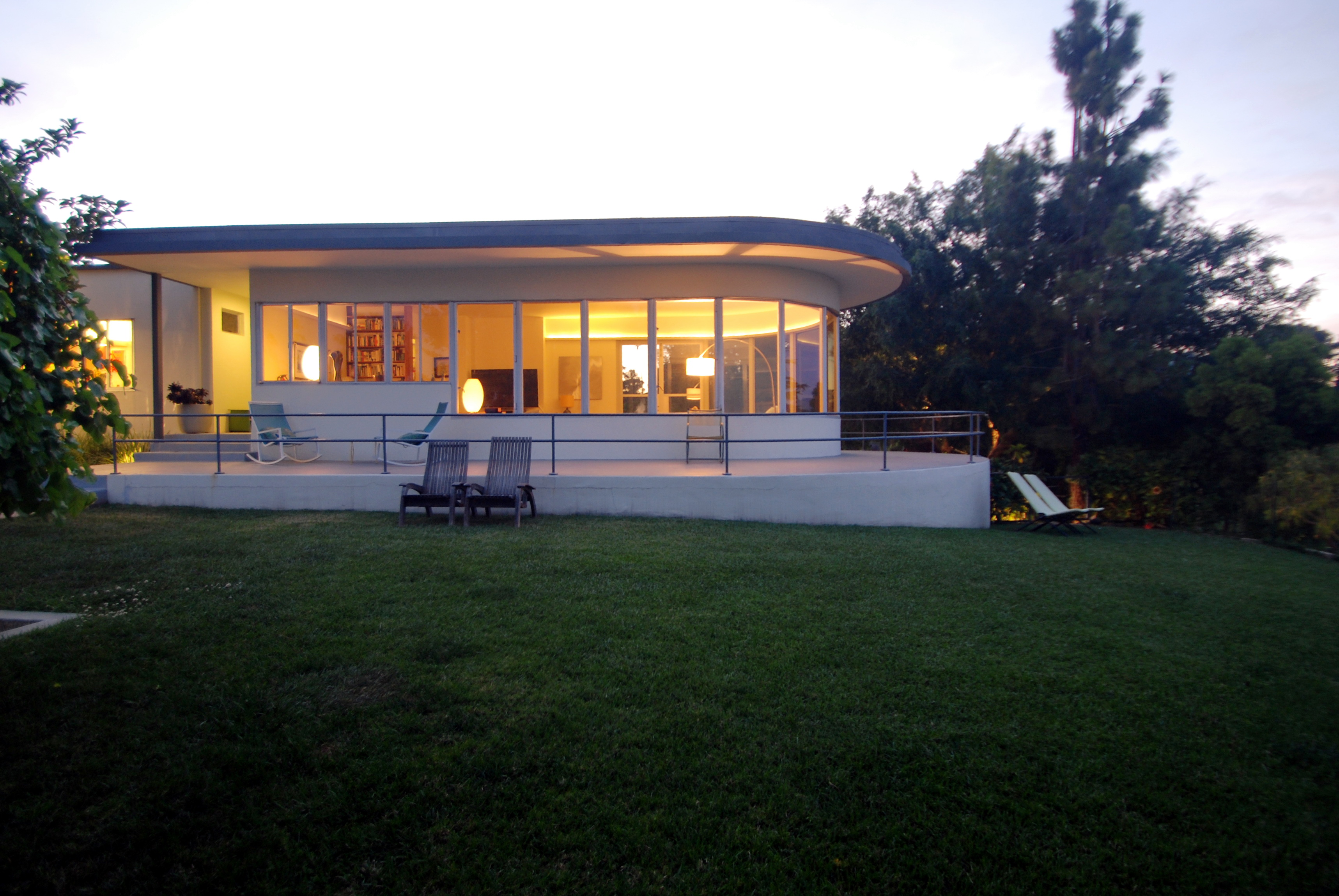